# Trojan War
Trojan War is een Amerikaanse tienerfilm uit 1997 onder regie van George Huang.

## Verhaal
Brad Kimble is een middelbare scholier die al jaren stiekem verliefd is op zijn klasgenoot Brooke. Op een avond vraagt ze of hij haar bijles wil geven. Ze voelt zich tot hem aangetrokken en wil met hem naar bed. Brad kan zijn geluk niet op, totdat ze vertelt dat ze enkel veilige seks wil. Omdat hij geen condoom op zak heeft, racet hij naar de winkel om er een te halen. Echter, onderweg krijgt hij te maken met allerlei obstakels, waaronder zijn vaders auto die gestolen wordt, een ruzie met een buschauffeur, een gijzeling, een valse beschuldiging van het gebruiken van graffiti, een achtervolging door een tweeling die denkt dat hij David Hasselhoff is, een confrontatie met Brooke's jaloerse ex-vriend Kyle, een aanraking met een dakloze man en een mogelijke arrestatie.
Nadat hij al deze obstakels heeft getrotseerd, realiseert Brad zich dat het perfecte meisje al die tijd aan zijn zijde heeft gestaan: zijn beste vriendin Leah. Tijdens de avond beseft hij dat hij verliefd is op haar en ontdekt hij dat Brooke lang zo geweldig niet is als hij dacht. Ook Leah heeft al tijden gevoelens voor hem en uiteindelijk krijgt ze een relatie met Brad.

## Rolbezetting
| Acteur               | Personage       | Opmerkingen |
| -------------------- | --------------- | ----------- |
| Will Friedle         | Brad Kimble     |             |
| Jennifer Love Hewitt | Leah Jones      |             |
| Marley Shelton       | Brooke Kingsley |             |
| Danny Masterson      | Seth            |             |
| Jason Marsden        | Josh            |             |
| Eric Balfour         | Kyle            |             |
| Jennie Kwan          | Trish           |             |
| Charlotte Ayanna     | Nina            | Filmdebuut  |
| Lee Majors           | Officier Austin |             |
| John Finn            | Ben Kimble      |             |
| Wendie Malick        | Beverly Kimble  |             |